# Диффи, Джо
Джо Диффи (англ. Joe Diffie; 28 декабря 1958, Талса, США — 29 марта 2020, Нашвилл, США) — американский кантри-певец и автор-исполнитель.
Лауреат нескольких наград, включая «Грэмми».

## Биография
Родился 28 декабря 1958 в г. Талса, штат Оклахома, США.
27 марта 2020 года Диффи сообщил, что у него обнаружен коронавирус. Спустя пару дней, 29 марта он скончался в Нашвилле в результате коронавирусной инфекции.

## Дискография
Пять его синглов возглавляли кантри-чарт в США: «Home» (№ 1 в 1990 году), «If the Devil Danced (In Empty Pockets)» (1991), «Third Rock from the Sun» (1994), «Pickup Man» (1994), «Bigger Than the Beatles» (1995).
Дискография Джо Диффи включает, в том числе, следующие релизы:

### Студийные альбомы
- A Thousand Winding Roads (1990)
- Regular Joe (1992)
- Honky Tonk Attitude (1993)
- Third Rock from the Sun (1994)
- Life's So Funny (1995)
- Twice Upon a Time (1997)
- A Night to Remember (1999)
- In Another World (2001)
- Tougher Than Nails (2004)
- Homecoming: The Bluegrass Album (2010)
- All in the Same Boat (2013)

## Награды и номинации
| Год  | Ассоциация               | Категория                                                                               | Результат |
| ---- | ------------------------ | --------------------------------------------------------------------------------------- | --------- |
| 1990 | Cash Box                 | Male Vocalist of the Year                                                               | Победа    |
| 1993 | «Грэмми»                 | Best Country Collaboration with Vocals — «Not Too Much to Ask» (с Мэри Чапин Карпентер) | Номинация |
| 1993 | Academy of Country Music | Vocal Event of the Year — «I Don’t Need Your Rockin' Chair» (с George Jones и другими)  | Победа    |
| 1998 | «Грэмми»                 | Best Country Collaboration with Vocals — «Same Old Train» (с Marty Stuart и другими)    | Победа    |